# Sanlitun

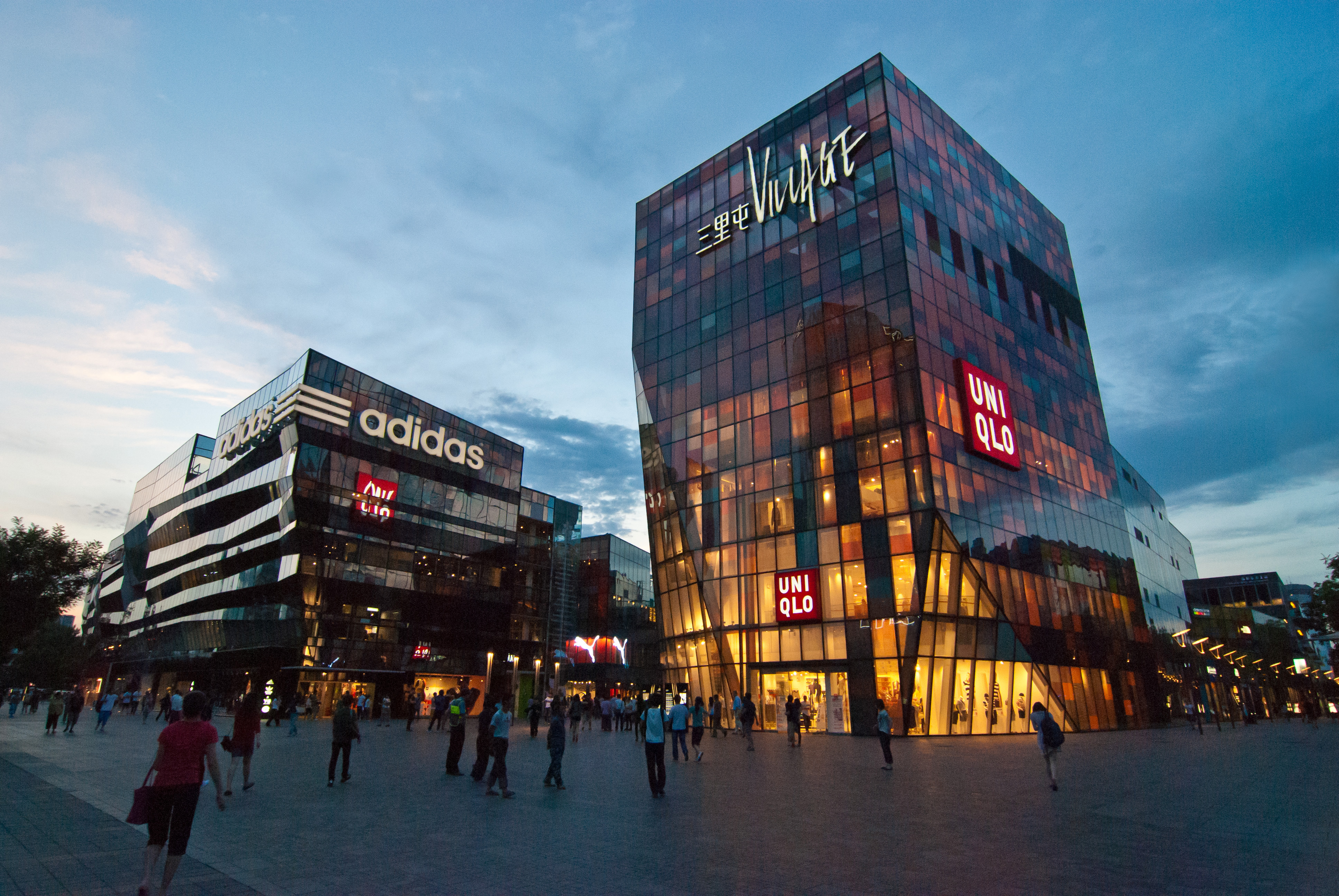
Köpcentret Taikoo Li Sanlitun med världens största Adidas-butik i Sanlitun.

Sanlitun (三里屯; Sānlǐtún) är ett område och även namnet på en gata i Chaoyangdistriktet i Peking i Kina. Sanlitun är ett nöjesdistrikt med många nybyggda köpcenter, barer och nattklubbar. Även Pekings största ambassadområde ligger i Sanlitun där Sveriges ambassad finns.